# هشام بن إسماعيل المخزومي
هشام بن إسماعيل بن هشام بن الوليد بن المغيرة المخزومي ولاّه عبد الملك بن مروان المدينة سنة 82 هـ حتى سنة 86 هـ.

## نسبه
هشام بن إسماعيل ابن هشام بن الوليد بن المغيرة بن عبد الله ابن عمر بن مخزوم القرشي المخزومي.